# Last Boy Scout – Das Ziel ist Überleben
Last Boy Scout – Das Ziel ist Überleben (Originaltitel: The Last Boy Scout) ist ein Action-Thriller aus dem Jahr 1991 des Regisseurs Tony Scott. Die Hauptrollen spielten Bruce Willis und Damon Wayans.

## Handlung
Der Film beginnt mit einem Auswärtsspiel der Football-Mannschaft Los Angeles Stallions in Cleveland. Dieses endet im Eklat, als Billy Cole, der Runningback der Stallions, bei seinem Lauf in die Endzone eine Pistole zieht und auf die gegnerischen Spieler schießt, die sich ihm in den Weg stellen. Als Sicherheitskräfte zu ihm eilen, tötet er sich mit einem Kopfschuss selbst. In der Spielpause wurde er am Telefon mit dem Tode bedroht, falls er nicht noch mit einigen Touchdowns Punkte für seine Mannschaft erzielen würde.
Währenddessen wacht in Los Angeles der ehemalige Secret-Service-Agent Joe Hallenbeck nach einer durchzechten Nacht in seinem Wagen auf. Seit der Kündigung fristet er sein Dasein als Privatdetektiv. Seine Tochter Darian hasst ihn, seine Ehefrau Sarah betrügt ihn mit seinem besten Freund Mike, der ihm gerade einen Auftrag vermittelt hatte. Er erwischt beide in flagranti. Unmittelbar nachdem Joe Mike deshalb die Freundschaft gekündigt hat, wird dieser überraschend durch eine Autobombe getötet.
Sein aktueller Auftrag besteht darin, dass er die Stripperin Cory beschützen soll, die sich bedrängt fühlt. Er sucht Cory dazu in der Bar auf, in der sie arbeitet. Dabei gerät er mit ihrem Freund aneinander, dem Ex-Stallions-Spieler Jimmy Dix, der aufgrund von Verletzungen, illegalem Glücksspiel und Drogenkonsum ausgeschlossen wurde. Als Joe die Bar verlässt, wird er von Unbekannten niedergeschlagen und kann Cory deshalb nicht beschützen, als diese auf offener Straße erschossen wird. Als Joe und Jimmy am Tatort eintreffen, gelingt es ihnen noch, die Angreifer zu töten.
Notgedrungen raufen sich die beiden ungleichen Männer nun zusammen, um die Hintergründe des Verbrechens aufzuklären. In Corys verwüsteter Wohnung finden sich Hinweise: Cory hatte vermutlich Shelly Marcone, den Besitzer der Stallions, erpresst, um ihrem Freund Jimmy eine Rückkehr in das Team zu ermöglichen. Darüber hinaus scheint auch Senator Calvin Baynard in die Sache verwickelt zu sein. Für dessen Schutz war Joe zu seiner Zeit als Agent zuständig und der Senator ist auch für Joes ungerechtfertigte Entlassung vor zwei Jahren verantwortlich, weshalb beide seitdem verfeindet sind.
Im Zuge der Nachforschungen geraten Joe und Jimmy immer wieder mit Marcones Auftragsmördern und deren Anführer Milo aneinander. Milo gelingt es, Joe zu entführen und Indizien, welche auf Joe hindeuten, neben einem getöteten Polizisten zu platzieren. Marcone plant, die Football-Liga durch die Legalisierung von Glücksspiel im Sport bei gleichzeitiger Manipulation von Spielen wieder interessanter zu machen. Dies will er erreichen, indem er einflussreiche Politiker besticht. Nur Baynard hat noch nicht zugestimmt und eine höhere Bestechungssumme verlangt. Andernfalls würde er ihn der Polizei ausliefern. Deshalb will Marcone den Senator umbringen lassen. Cory musste sterben, weil sie einen Teil des Plans kannte.
Marcone lässt Joe bei der Schmiergeld-Übergabe an Baynard als Strohmann auftreten. Dabei wird der eigentliche Geldkoffer heimlich gegen ein mit C4-Sprengstoff gefülltes Duplikat ausgetauscht, welches Baynard beim Öffnen des Koffers töten soll. Joe soll auch aufgrund seiner Vorgeschichte als Baynards Mörder hingestellt und anschließend ebenfalls umgebracht werden. Er kann jedoch mit Hilfe seiner Tochter Darian und Jimmy entkommen. Bei einer anschließenden Verfolgungsjagd können Joe und Jimmy nicht nur das Geld an sich bringen, sondern auch die zu Baynard transportierte Bombe abfangen.
Der totgeglaubte Milo entführt jedoch Darian und zwingt Joe und Jimmy, das Geld zu ihm ins Stadion zu bringen. Den als VIP-Gast anwesenden Senator soll nun Milo mit einem Scharfschützengewehr töten. Auch dieser Zwangslage können Joe und Jimmy mit der befreiten Darian entkommen. Während Jimmy den Senator vor dem Attentäter rettet, kann Joe Milo aufspüren und schließlich töten.
Marcone kann sich zwar zunächst absetzen, greift sich bei der Flucht aber versehentlich den Koffer mit der Bombe, welche kurze Zeit später beim Öffnen in seinem Haus explodiert; und auch Baynard ist aufgrund seiner kriminellen Handlungen erledigt. Am Ende versöhnt sich der von allen Vorwürfen entlastete Joe wieder mit Frau und Tochter; und Joe und Jimmy beschließen, fortan gemeinsam als Detektive zu arbeiten.

## Kritiken
Roger Ebert schrieb in der Chicago Sun-Times vom 13. Dezember 1991, er sei sicher, der Film könne ein finanzieller Erfolg werden. Der Produzent Joel Silver hätte die Gewalt gegen Frauen zum „Schlüsselelement“ seiner Filme gemacht, in diesem Film würde die Gewalt gegen Kinder hinzukommen. Die beiden Hauptcharaktere würden ihre Partnerinnen – die sie betrügen würden – hassen. Der Film sei „glänzend“ („glossy“), „geschickt“ („skillful“), „zynisch“ und „selbstverliebt“.

„Ein unschlagbares Darstellergespann, coole Sprüche, viel Action und Explosionen, kurz: spaßig-spannende Unterhaltung vom Feinsten vom Action-Spezialisten Tony Scott („Der Staatsfeind Nr. 1“), der hier mit Gewaltdarstellungen aber nicht gerade zimperlich umgeht. Oscar-Gewinnern Halle Berry ist in einer ihrer sehr frühen Rollen zu sehen.“

„Mischung aus Action-Thriller und Buddy-Film, mit überraschenden Wendungen spannend inszeniert, aber unnötig rüde im Tonfall und ideologisch fragwürdig in den maßlosen Gewaltszenen.“

„Das Blockbuster-Duo Bruce Willis und Joel Silver hat nach Stirb langsam I & II und Hudson Hawk erneut einen Volltreffer gelandet: Mit einer wahren Kanonade von flapsigen Sprüchen, wilden Verfolgungsjagden und pausenlosen Explosionen rauben sie dem Zuschauer den Atem. Willis, glänzend unterstützt von dem farbigen Stand Up-Komiker Damon Wayans (Mo’ Money), war noch nie besser. Von Tony Scott (Top Gun) furios inszeniert, überwiegen die lautstarken Oberflächenreize. Doch im Hintergrund gibt das hoffnungslose Bild eines von Drogen und Korruption zerrütteten Landes zusätzlichen Ballast. Der Millionenhit im Kino wird ein hundertprozentiger Verleihblockbuster auf Video und darf getrost auf Platz 1 der Charts getippt werden.“

„Derbe Gewalt, extracoole Sprüche.“

## Hintergrund
- Der Vorspann des Films mit den Darsteller- und Produktionsangaben wurde dem einer TV-Footballübertragung nachempfunden. Darin wurde auch ein Musikvideo eingebaut, in welchem Sänger Bill Medley einen Gastauftritt hat.[7]
- Die Gage von Bruce Willis betrug 12 Millionen US-Dollar, für das Drehbuch bezahlten die Produzenten über 1 Million US-Dollar.
- Im Film wird die Feindschaft zwischen Hallenbeck und Baynard damit beschrieben, dass Joe in seiner Funktion als Secret-Service-Agent den Senator bei übertriebenen sadomasochistischen Sexpraktiken mit einer Frau überrascht und diesen niederschlägt. Daraufhin wird Hallenbeck gefeuert. Ein früherer, nicht realisierter, Drehbuchentwurf sah vor, dass Baynards Sohn Louis betrunken eine Mutter mit ihrem Kind überfährt. Joe widersetzte sich dem Befehl, darüber Stillschweigen zu bewahren und wird daraufhin gefeuert. Zudem sollten Baynard und Sohn am Ende sterben.[7]
- Der Film bekam in Deutschland aufgrund der dargestellten Gewalt eine FSK-18-Freigabe und war seit dem 30. Oktober 1993 durch die BPjS indiziert. Für die weitere Vermarktung in Kino, auf Video und für die Ausstrahlung im Fernsehen wurde eine FSK-16-Version mit einer Länge von 96 Minuten angefertigt. Die im deutschen Fernsehen gezeigten Fassungen sind teils noch kürzer. Dabei sind allerdings auch mehrere für das Verständnis der Handlung wichtige Szenen entfernt worden. Im Oktober 2018 wurde die Indizierung aufgehoben.[8] Eine Neuprüfung durch die FSK im August 2020 ergab eine Altersfreigabe ab 18 Jahren für die ungeschnittene Fassung.[9]
- Das Zitat „Also drückt ab. Nur zu. Worauf wartet Ihr? Aber wundern Sie sich nicht, wenn Sie morgen früh neben einem Pferdekopf aufwachen.“ spielt auf eine bekannte Szene aus Der Pate an, in welcher ein Filmproduzent durch eine solche Tat eingeschüchtert und erpresst wird. Hallenbeck sagt kurz zuvor, dass die Beweise gegen Marcone im Falle seines Todes direkt an die Mafia gehen würden.

## Soundtrack
- Friday Night’s a Great Time for Football – Bill Medley
- Moody River – Pat Boone
- Gett Off – Prince and The New Power Generation
- I Wanna Be a Cowboy – Boys Don’t Cry
- Tusk – Fleetwood Mac/Lindsey Buckingham

## Auszeichnungen
Für die MTV Movie Awards 1992 wurde das Duo Damon Wayans und Bruce Willis in der Kategorie Bestes Film-Duo (Best On-Screen Duo) nominiert, zudem erhielt der Film eine Nominierung in der Kategorie Beste Actionszene (Best Action Sequence).